# Rio São Lourenço (Paraná)
O rio São Lourenço é um curso de água que banha o estado do Paraná. 